# Amphiesma craspedogaster
Amphiesma craspedogaster е вид влечуго от семейство Смокообразни (Colubridae). Видът е незастрашен от изчезване.

## Разпространение
Разпространен е във Виетнам и Китай (Анхуей, Гансу, Гуандун, Гуанси, Гуейджоу, Джъдзян, Дзянси, Дзянсу, Съчуан, Тибет, Фудзиен, Хубей, Хунан, Хънан, Чунцин, Шанси и Шънси).